# Viviana Alder
Viviana A. Alder (sinh năm 1957 tại San Julián, Argentina) là một nhà nghiên cứu người Argentina ở Nam Cực, nổi tiếng với nghiên cứu về vi sinh vật biển. Alder được coi là một trong những nhóm các nhà khoa học nữ đầu tiên của Argentina làm việc tại Nam Cực.

## Cuộc sống và giáo dục
Alder tốt nghiệp Đại học Nacional de la Patagonia năm 1982, và nhận bằng Tiến sĩ Khoa học Sinh học của Đại học Buenos Aires năm 1995

## Sự nghiệp
Nghiên cứu của Alder của hiện tượng Hải lưu vòng Nam Cực và cả El Nino và La Nina trên cấu trúc thực phẩm, sự phân tán loài và sự phong phú dân số thông qua việc điều tra các quần thể vi sinh vật biển phù du. Trụ sở được đặt tại Instituto Antartico Argentino; CONICET (Hội đồng Nghiên cứu Khoa học và Kỹ thuật Quốc gia). Alder đã dẫn đầu hơn mười lĩnh vực Nam cực với sự hỗ trợ tài chính từ Viện Nam Cực Argentina (Instituto Antartico Argentino), Quỹ khoa học châu Âu, và Quỹ khoa học quốc gia (NSF).
Alder đã tham gia Công ước về Bảo tồn nguồn lợi ở biển Nam Cực (CCAMLR) và là Ủy ban Khoa học về Nghiên cứu Nam Cực (SCAR) cho Argentina, kể từ năm 2004. Bà là thành viên của SCAR Capacity Building, Education and Training (CBET) Nhóm tư vấn. Trong năm 2007-2009, Alder đã lãnh đạo và phối hợp hai dự án lớn cho Argentina: DRAKE BIOSEAS và PAMPA.
Ngoài công việc học thuật của bà được công bố trên các tạp chí khoa học, sách và tạp chí khoa học, bà cũng là một cộng tác viên tích cực trong nhiều dự án giáo dục và tiếp cận cộng đồng, như 'Antarctica Educa', một nguồn giáo dục trực tuyến cho trẻ em